# Троица (икона Рублёва)
«Тро́ица» (также «Гостеприи́мство Авраа́ма») — икона Святой Троицы, написанная Андреем Рублёвым в первой трети XV века. Самое знаменитое из его произведений и одна из двух (вместе с фресками Владимирского Успенского собора) сохранившихся работ, которые, как считают учёные, достоверно принадлежат ему. Является одной из самых прославленных русских икон. Документальных свидетельств об авторстве и истории создания «Троицы» не сохранилось. 
До 1917 года икона находилась в Троицком соборе Троице-Сергиевой лавры. Самые ранние из сохранившихся упоминаний «Троицы» — записи во вкладных книгах Троице-Сергиева монастыря 1649 и 1673 годов, согласно которым икона находилась в местном ряду иконостаса Троицкого собора. По наиболее распространённому мнению исследователей, создавалась одновременно с этим иконостасом. После реставрации, проведённой в 1918—1919 годах, находилась в Сергиево-Посадском музее. В 1929 году поступила в собрание Государственной Третьяковской галереи.
За время своего существования икона многократно поновлялась и чинилась, при этом авторская живопись была скрыта за позднейшими слоями краски. Первая научная реставрация «Троицы» была проведена в 1918 году сотрудниками Сергиевского филиала реставрационной мастерской Комиссии по сохранению и раскрытию памятников древнерусского искусства. Многие десятилетия специалисты изучали «Троицу», используя современные методы исследования живописных произведений. Благодаря им собран исключительный по своей обстоятельности свод сведений об этой иконе.
В июле 2022 года, несмотря на протесты сотрудников, была вывезена в Троице-Сергиеву лавру, где находилась в течение нескольких дней в условиях, негативно повлиявших на сохранность. 15 мая 2023 года решением президента России Владимира Путина икона была передана Русской православной церкви на долгосрочное ответственное хранение. Реставраторы предупреждают, что икона может пострадать без специальных условий хранения. Некоторые обозреватели считают решение политическим, вызванным сложной ситуацией в войне России с Украиной.

## Описание

### Технические характеристики
Основа иконы деревянная, вертикального формата, размером 141,5 х 114 см. Она составлена из трёх липовых досок, которые соединены между собой с помощью клея и врезных шпонок на оборотной стороне. Перед нанесением грунта (левкаса) на основу были наклеены два куска паволоки, их стык почти совпадает с вертикальной осью иконы. Качество левкаса очень высокое, он состоит из мела, кальцита и белкового клея. Наличие в левкасе частиц кальцита, характерное также для икон из иконостаса Троицкого собора, является одним из доказательств предположения об одновременном создании «Троицы» и иконостаса.
Мера иконы, согласно описанию, сделанному реставраторами в 2008 году: ширина 112 сантиметров, высота 139 см, толщина доски 3 см, ширина нижнего поля — 7 см, ширина боковых — 5,2 см, ширина верхнего — 6,5 см, глубина выемки ковчега — 1 см. Вес иконы 27,3 кг. Иконный щит «Троицы», то есть основа, на которой написана икона, состоит из пяти досок шириной (слева направо — по тыльной стороне): первая — в верхней части — 29 см, в нижней — 30,5 см; вторая — соответственно 20,2 см и 19,2 см; третья — 23,3 см и 26,2 см; четвёртая — 26,3 см и 22,4 см; пятая — 11,7 см и 12,4 см; причём между третьей и четвёртой досками имеется вставка из двух планок. Доски склеены («сбиты») и к тому же соединены шпонками — своего рода клиньями.
Вероятно, предварительный набросок композиции в общих чертах был исполнен сухим углем. Поверх него нанесен эскизный рисунок кистью жидкими чернилами из древесного угля, яичного желтка и камеди. Рисунок выполнен широко, свободными мазками, некоторые детали намечены схематично, некоторые вовсе не прорисованы. В нескольких местах он подправлялся в соответствии с изменившимся замыслом. Окончательная проработка деталей планировалась на стадии нанесения красок. Всё указывает на то, что иконописец не использовал прорись, а строил свою оригинальную композицию непосредственно в процессе работы над «Троицей».
Рублёв, что характерно для средневековых художников, использовал краски на основе минеральных пигментов: охру, глауконит, киноварь, лазурит, азурит, гематит, а также свинцовые белила и органические краски собственного изготовления. Как и все иконописцы той эпохи, он не использовал чистые цвета, составляя смеси из различных пигментов и добиваясь таким образом изысканных переходов и гармоничной цветовой гаммы всего произведения. Сусальным золотом были покрыты нимбы ангелов, фон иконы и её поля.
По фону, на полях, нимбах и вокруг чаши имеются заделанные следы от гвоздей нескольких окладов, которыми в течение нескольких столетий последовательно закрывали икону.

### Композиция
На иконе изображены три ангела, сидящие за престолом, на котором стоит чаша с головой тельца, приносимого в жертву. На фоне представлены дом (палаты Авраама), дерево (дуб Мамврийский) и гора (гора Мориа). Фигуры ангелов расположены так, что линии их фигур образуют как бы замкнутый круг. Они сидят, слегка склонив головы, и смотрят вдаль. Композиционным и смысловым центром здесь выступает чаша. Она трактуется как символ евхаристии, а ветхозаветный телец — предтеча агнца из Нового завета. Руки среднего и левого ангелов направлены к чаше с благословляющим жестом. В иконе нет активного действия и движения — фигуры словно застыли в неподвижном созерцании, а их взгляды устремлены в вечность.
Ангел в центре — в красно-коричневом хитоне и гиматии синего цвета, гиматии левого и правого ангелов — светло-синий и зелёный соответственно.

### Иконография

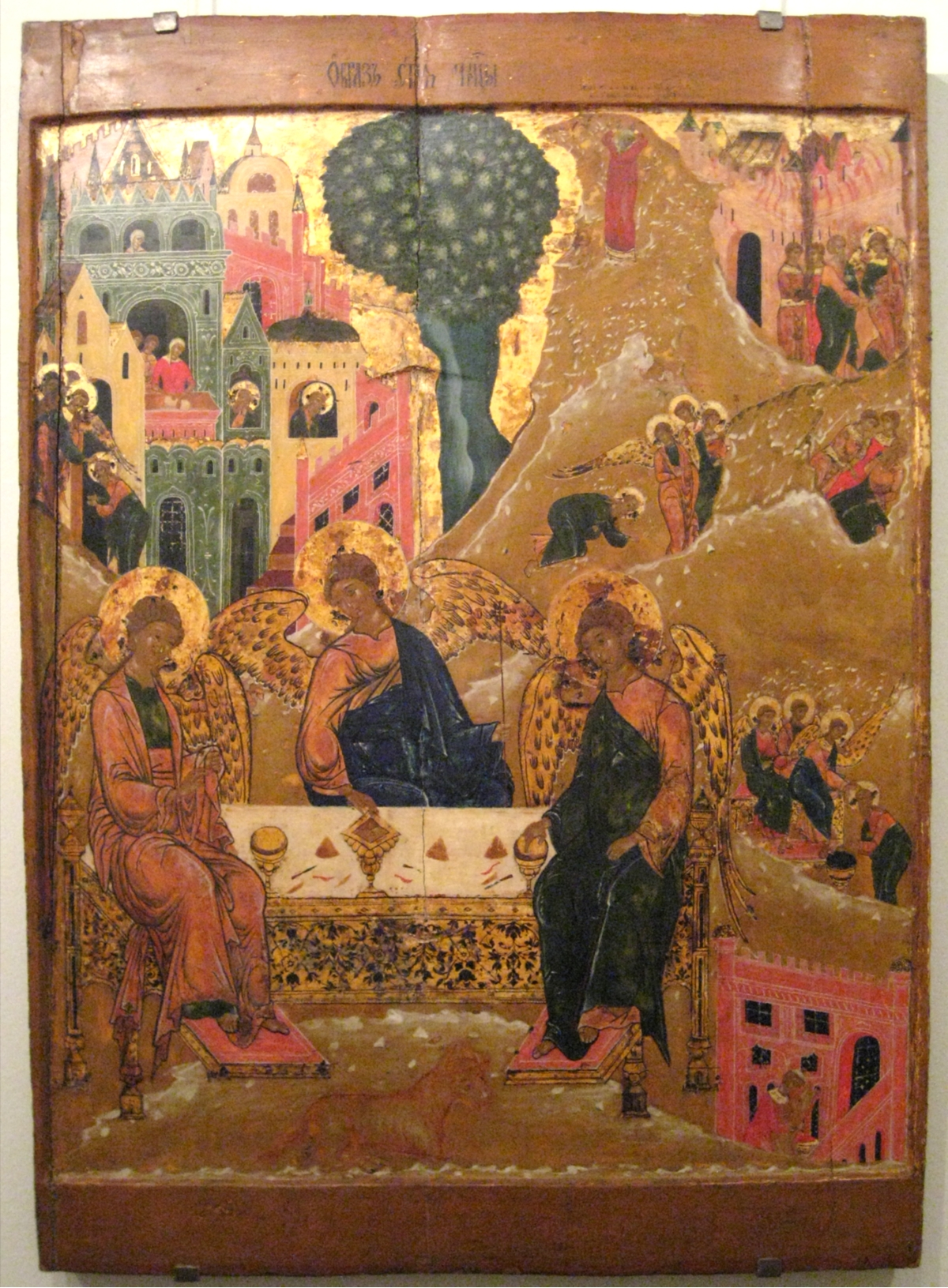
Троица Ветхозаветная (с хождением). Икона XVII века.
Композиция включает сцены хождения Троицы: Авраам встречает ангелов, омывает им ноги, Сарра месит тесто, слуга закалывает тельца, Авраам провожает ангелов, ангел выводит Лота с дочерьми из Содома, жена Лота обращается в столп, Лот с дочерьми. Никаких этих подробностей нет в иконе Рублёва

В основу иконы положен ветхозаветный сюжет «Гостеприимство Авраама», изложенный в XVIII главе библейской книги Бытия. Он повествует о том, как праотец Авраам, родоначальник избранного народа, встретил у дубравы Мамре троих таинственных странников (в следующей главе они были названы ангелами). Во время трапезы в доме Авраама ему было дано обетование о грядущем чудесном рождении сына Исаака. По воле Бога от Авраама должен был произойти «народ великий и сильный», в котором «благословятся все народы земли». Затем двое ангелов отправились на погубление Содома — города, прогневившего Бога многочисленными грехами его жителей, а один остался с Авраамом и беседовал с ним.
В разные эпохи этот сюжет получал различные толкования, к IX—X векам, в связи с богослужебной реформой Восточной церкви, преобладающей стала точка зрения, согласно которой явление Аврааму троих ангелов символически раскрывало образ единосущного и триипостасного Бога — Святой Троицы. Это представление отразилось в появившихся в то время песнопениях (канон Климента Студита в Неделю святых отец, канон Иосифа Песнописца в Неделю праотец, каноны Митрофана Смирнского для воскресной полунощницы). Тем не менее, образцов, созданных до XIV века и представляющих в образе Святой Троицы Бога единосущного и триипостасного, известно немного. На сохранившихся до нашего времени византийских иконах три ангела сидят в ряд на единой скамье и не отличаются друг от друга атрибутами — таким образом в изокефальной (равноглавой) иконографии обозначалось их равенство.

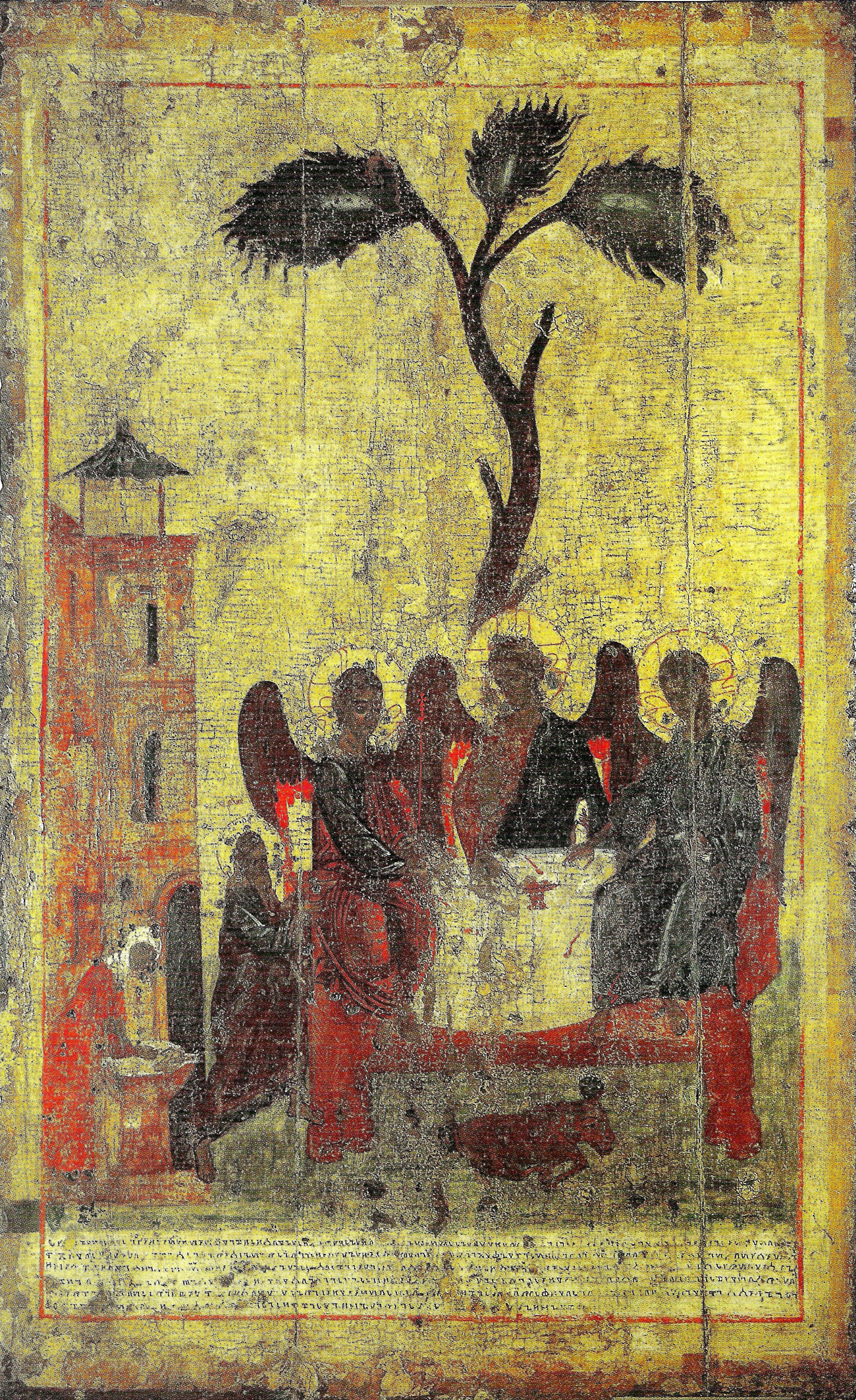
Икона «Зырянская Троица». Написана, по преданию, Стефаном Пермским в XIV веке

Именно рублёвская икона, как считают учёные, соответствовала этим представлениям. Стремясь раскрыть догматическое учение о Святой Троице, Рублёв отказался от традиционных повествовательных деталей, которые обычно включались в изображения «Гостеприимства Авраама». Нет Авраама и его жены Сарры, сцены заклания тельца, атрибуты трапезы сведены к минимуму: ангелы представлены не вкушающими, а беседующими. «Жесты ангелов, плавные и сдержанные, свидетельствуют о возвышенном характере их беседы». В иконе всё внимание сосредоточено на безмолвном общении троих ангелов.
«Формой, наиболее наглядно выражающей представление о единосущии трёх ипостасей Святой Троицы, в иконе Рублёва становится круг — именно он положен в основу композиции. При этом ангелы не вписаны в круг — они сами образуют его, так что взгляд наш не может остановиться ни на одной из трёх фигур и пребывает, скорее, внутри того пространства, которое они собой ограничивают.
Смысловым центром композиции является чаша с головой тельца — прообраз крестной жертвы и напоминание об Евхаристии (силуэт, напоминающий чашу, образуют также фигуры левого и правого ангелов). Вокруг чаши, стоящей на столе, разворачивается безмолвный диалог жестов».
Существуют различные точки зрения на то, какое Лицо Святой Троицы символизирует каждый из ангелов. Концепции, что слева от зрителя изображен Бог Сын, в центре — Бог Отец, справа — Святой Дух, придерживались Ю. А. Олсуфьев, В. А. Зандер, Д. В. Айналов, Н. М. Тарабукин, П. Евдокимов, Н. А. Демина, А. Ванже, Г. И. Вздорнов, протоиерей Александр Ветелев. Концепции, что слева от зрителя изображен Бог Отец, в центре — Бог Сын, справа — Святой Дух, придерживались Н. В. Малицкий, В. Н. Лазарев, М. В. Алпатов, В. И. Антонова, монах-иконописец Григорий Круг, Л. А. Успенский, В. Н. Лосский, Р. Майнка, К. Онаш, Г. фон Хеблер, протоиерей Ливерий Воронов, протоиерей Александр Салтыков, Э. С. Смирнова.
Согласно Валентине Зандер, средний ангел, по центральному своему положению, есть ангел Ипостаси Бога Отца, так как Бог Отец является причиной рождения Сына и исхождения Святого Духа. В то же время центральность Его положения не противоречит равночестности Божественных Ипостасей, а раскрывает лишь принцип единоначалия (монархии) Бога Отца. Средний ангел определяется не только своим центральным положением, но и монументальностью. Поворот головы и изгиб десницы центрального ангела выражают властное и мощное двигательное начало, являющееся исходным и решающим моментом композиции. Справа от центрального ангела (слева от зрителя) изображен ангел, символизирующий Бога Сына, как сидящий «одесную Бога Отца». Благословляющая десница Отца находит отклик в благословляющей деснице Сына, являющейся как бы эхом десницы Отца. Ангел, находящийся слева от центрального (справа от зрителя) в отличие от правого, выражает пассивность, почти женственность. Мягкость и нежность его контуров отвечает понятию о Нём, выраженному в Священном Писании: «и Дух Божий носился над водою» (Быт. 1:2).
Согласно В. Н. Лазареву, средний из ангелов, символизирующий Иисуса Христа, склонив свою голову в сторону ангела справа от него, благословляет чашу, изъявляя тем самым готовность принять на себя жертву за искупление грехов человеческих. На этот подвиг его вдохновляет Бог Отец (левый ангел), который также благословляет чашу. Дух Святой (правый ангел) присутствует как вечно юное и вдохновенное начало, как «утешитель». Впрочем, Н. А. Дёмина считает, что центральный ангел символизирует Бога Отца, а ангел слева от зрителя — Бога Сына, поскольку центральный ангел жестом благословения указывает на чашу, а склонением головы и самоуглубленным взглядом внушает мысль о необходимости жертвы справа от него ангелу, который едва приметным движением глаз дает понять, что воспринял повеление. Ангел справа от зрителя покорно и задумчиво склоняется в сторону среднего ангела, в его облике отражены мир, тишина и согласие, завершающие всё действие.
За ангелами изображены дерево, палаты, гора. За средним ангелом изображено дерево, которое переосмысляется не только как дуб Мамврийский, но и как «древо жизни», «древо вечности», которое могло быть символом воскресения. За левым ангелом возвышаются стройные палаты, что является образом домостроительства Божьего. За правым ангелом возвышается гора — древний символ всего возвышенного (в Библии «гора» есть образ «восхищения духа», потому на ней и происходят самые значительные события: на Синае Моисей получает скрижали Завета, Преображение Господне совершается на Фаворе, Вознесение — на горе Елеонской).
Единство трёх ипостасей Святой Троицы является совершенным прообразом всякого единения и любви — «Да будут все едино, как Ты, Отче, во Мне, и Я в Тебе, так и они да будут в Нас едино» (Ин.17:21). Лицезрение Святой Троицы (то есть, благодать непосредственного Богообщения) — заветная цель монашеской аскезы, духовного восхождения византийских и русских подвижников. Учение о сообщаемости божественной энергии как о пути духовного восстановления и преображения человека позволило осознать и сформулировать эту цель. Таким образом, именно особая духовная ориентация православия XIV века (продолжавшая древние традиции христианской аскезы) подготовила и сделала возможным появление «Троицы» Андрея Рублёва.

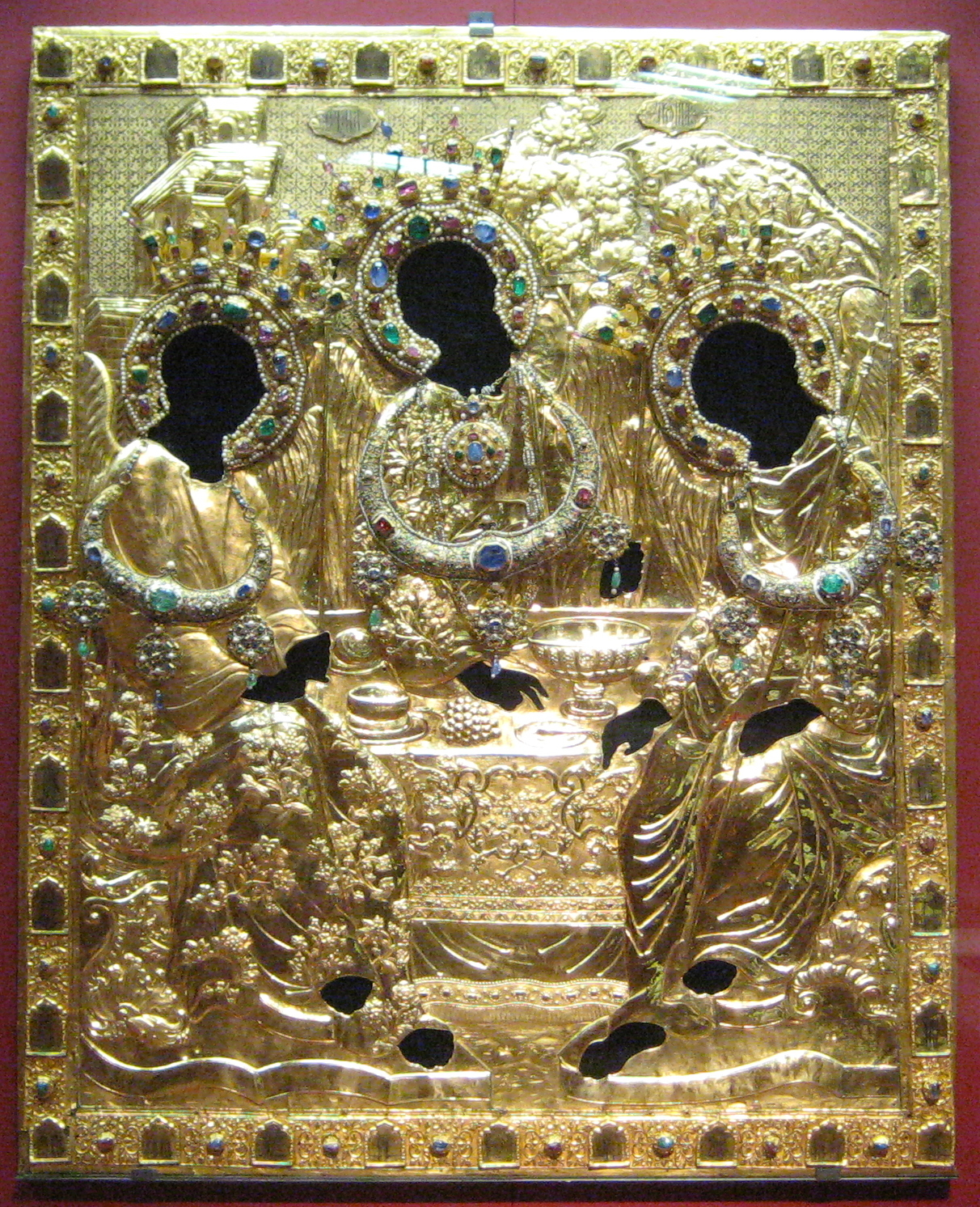
Оклад Бориса Годунова с цатами Михаила Фёдоровича и ризами XVIII века (золото, серебро, драгоценные камни, жемчуг; чеканка, гравировка, чернь, эмаль, золочение)

### Оклады
В 1575 году, как свидетельствуют записи Троице-Сергиевой лавры, икона была «обложена золотом» Иваном Грозным. В 1600 году она была заново украшена драгоценным окладом царём Борисом Годуновым. Прежний же золотой оклад Ивана Грозного был переложен с неё на специально написанную для этого копию. Новый оклад повторил композицию оклада Ивана Грозного.
В 1626 году царь Михаил Фёдорович дал на икону золотые цаты с эмалями и драгоценными камнями. В XVIII веке на икону надели серебряные золочёные чеканные ризы (одеяния ангелов). Нынешнее местонахождение оклада — Сергиево-Посадский государственный музей-заповедник.

### Списки

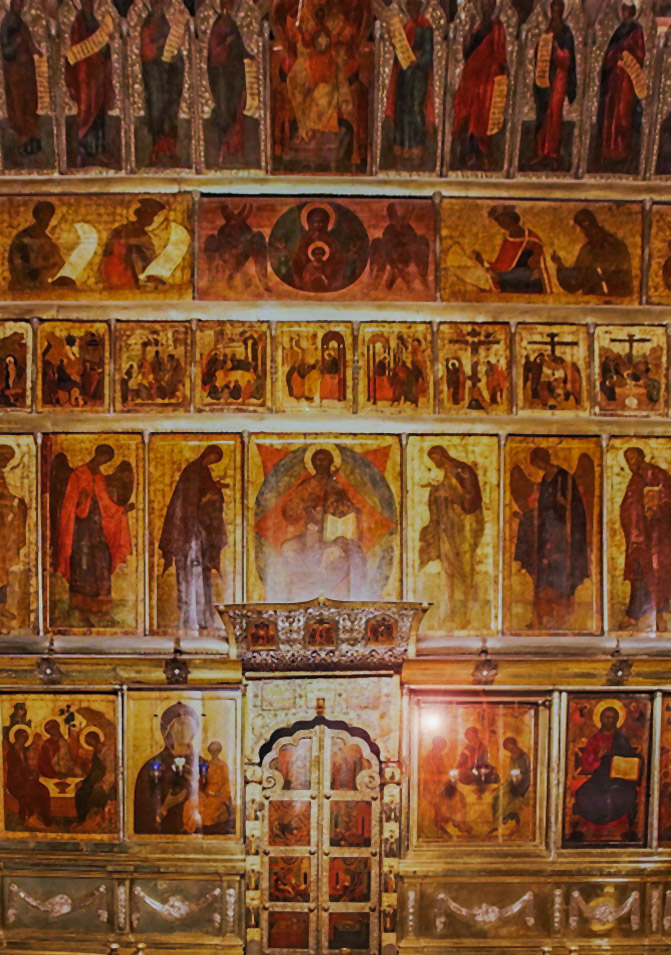
Иконостас Троицкого собора. Список иконы XX века находится справа от Царских врат перед тремя лампадками; потемневший годуновский список — слева, между Богоматерью и Спасом.

По канонам православия освящённая копия-список в меру и подобие образа полностью заменяет икону древнего письма.
В иконостасе Троицкого собора Троице-Сергиевой лавры находятся два списка иконы:
1. Копия Годунова, заказанная царём в 1598—1600 годах, чтобы перенести на неё с подлинной иконы золотую ризу Ивана IV, заменив её своей. Она была поставлена по левую сторону «царских врат» собора в том же местном ряду.
2. Копия работы реставраторов Г. О. Чирикова и Н. А. Баранова 1926—1928 годов для международной реставрационной выставки икон 1929 года[2]. Помещена в иконостас вместо оригинала, перевезённого в ГТГ в 1929 году, её создание связано с зарубежной выставкой древнерусских икон в 1929—1932 годах, организованной И. Э. Грабарём. Освящена в 1948 году.

Центральный музей древнерусской культуры и искусства имени Андрея Рублева владеет списком иконы, созданным реставратором Василием Осиповичем Кириковым (1900—1978) в 1959—1963 годах, в связи с юбилейными торжествами по случаю 600-летия Андрея Рублева в 1960 году. В 2019 году этот список на полгода был передан на временное хранение в Троицкий собор города Троицка, позже он был возвращен в музей.

### Источники

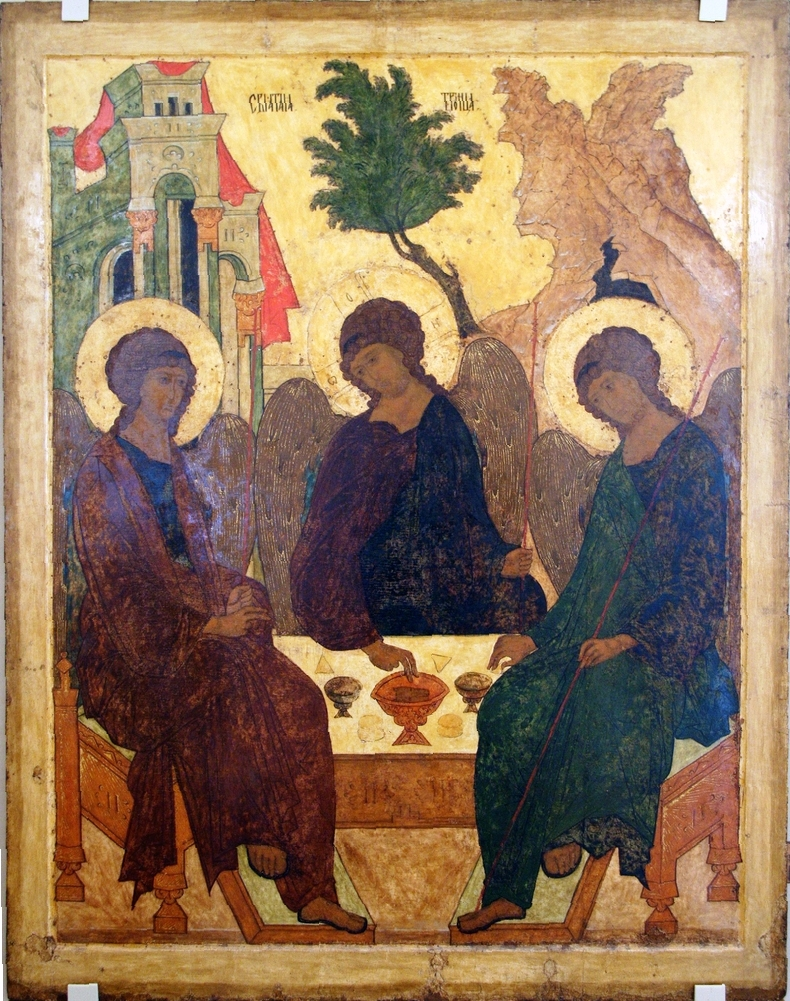
Старец Паисий «Троица Живоначальная», 1484—1485

## История иконы в XVI—XIX веках

### Общепринятая версия создания и проблема датировки иконы

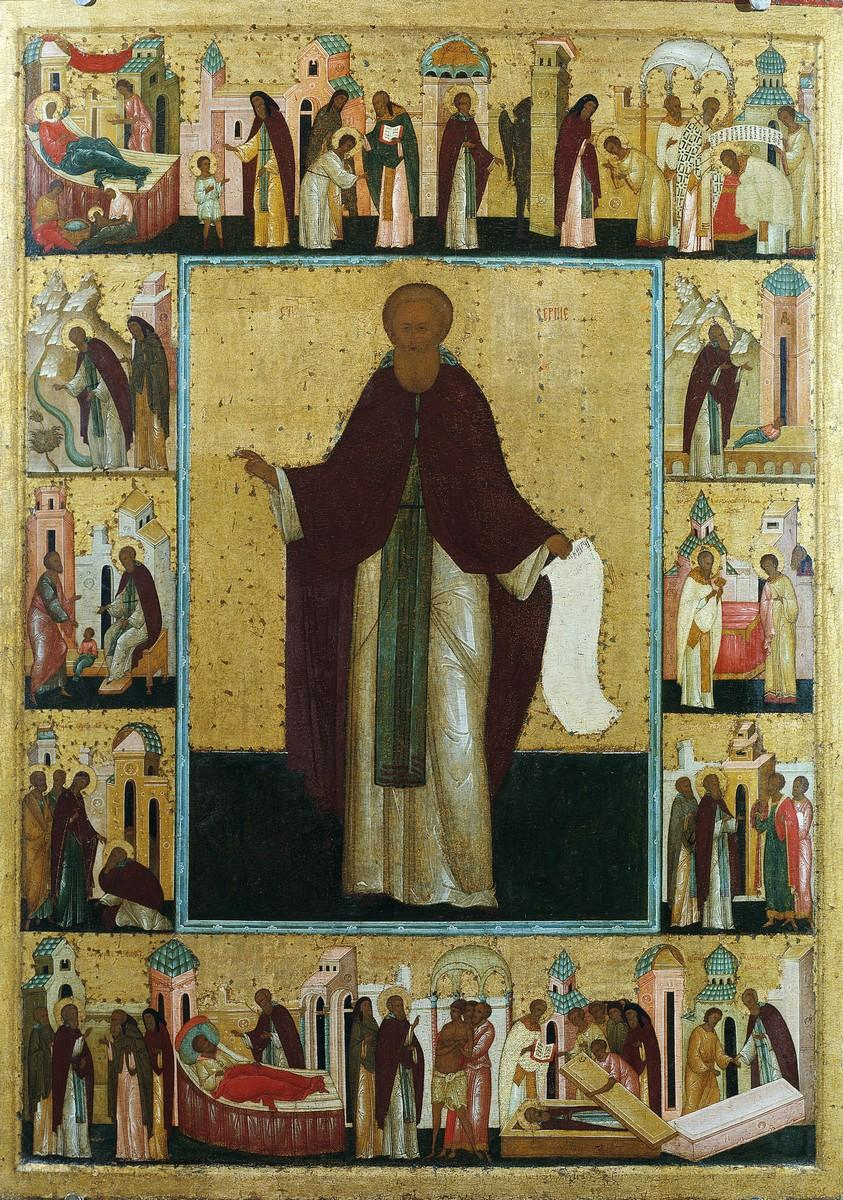
Дионисий. Икона «Сергий Радонежский в житии», XV век

По общепринятой в настоящий момент версии, основанной на церковном предании, икона была написана «в похвалу Сергию Радонежскому» по заказу его ученика и преемника игумена Никона.
Вопрос о том, когда именно это могло произойти, остается открытым.
В 1411 году, сразу после нашествия Едигея, когда сгорела первоначальная деревянная Троицкая церковь, Никон Радонежский, преемник Сергия, построил новый деревянный храм. А к 1425 году был построен каменный Троицкий собор, сохранившийся до сегодняшнего дня.
Считается, что игумен Никон, ставший после смерти преподобного Сергия настоятелем, предчувствуя свою скорую кончину, пригласил артель Андрея Рублёва и Даниила Чёрного завершить убранство только что построенного белокаменного Троицкого собора. Иконописцы должны были расписать храм фресками, а также создать многоярусный иконостас.
Но ни в Житии Сергия, ни в Житии Никона не сказано ни слова об иконе «Троица» — говорится только об украшении собора в 1425—1427 гг.
Предполагается, что приступать к росписи соборных стен, воздвигнутых благодаря заказу и средствам князя Юрия Дмитриевича Звенигородского, можно было только через год после его постройки, когда произойдёт осадка здания. Поэтому считается, что мастера занялись созданием икон.

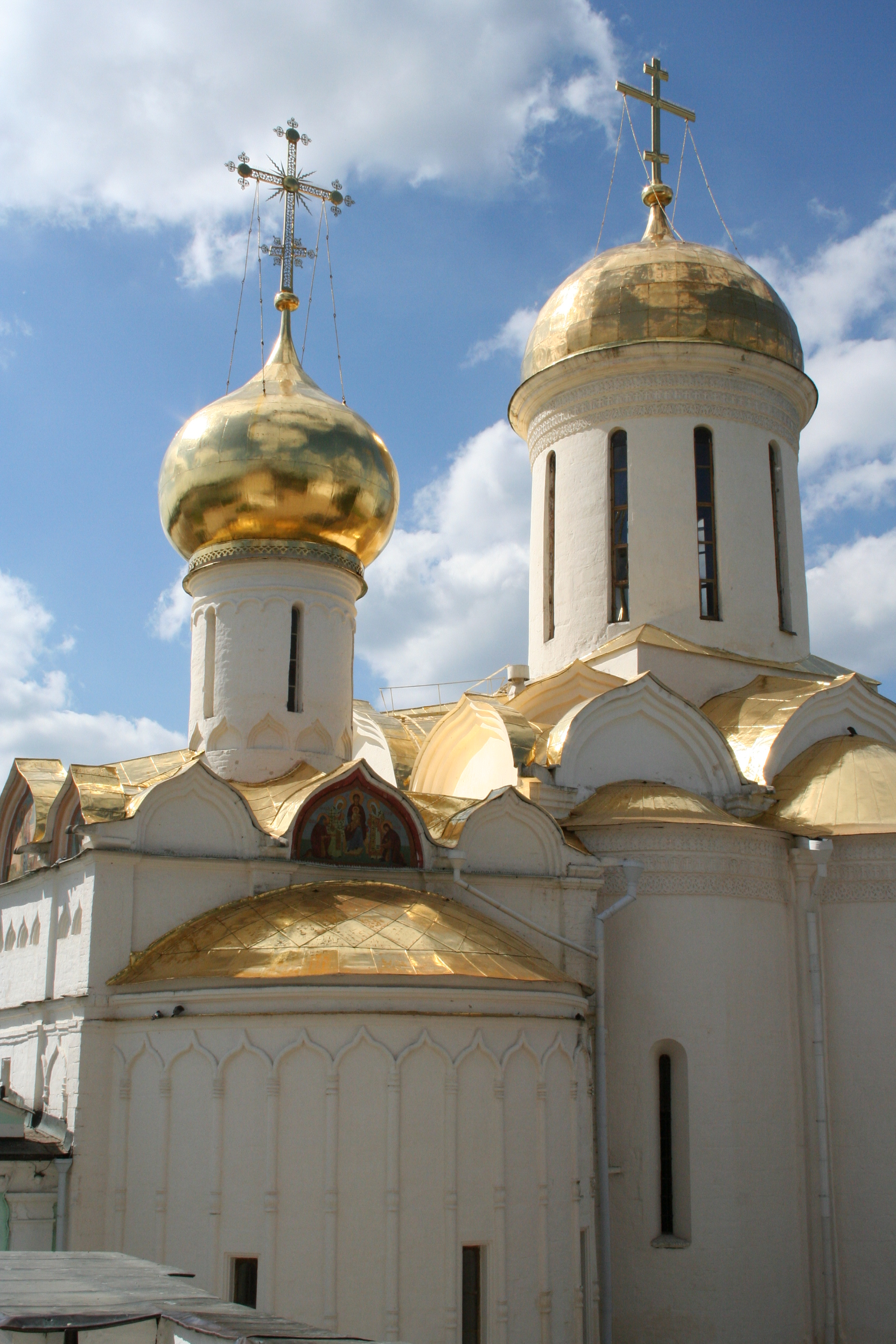
Белокаменный Троицкий собор в Троице-Сергиевой лавре

Благодаря соотнесению церковного предания со сведениями о строительстве Троицкого собора, возникли две версии о датировке «Троицы». Вопрос состоит в том, храмовой иконой которого именно из соборов она была:
1. раннего, деревянного, который был построен в 1411 году. В этом случае икона Троицы была перенесена из деревянной церкви в новый собор.
2. или второго, каменного, построенного в 1425-27 годах, когда был создан весь сохранившийся до нашего времени иконостас.

Таким образом, «Троица» имеет всего две возможные даты создания. Обычно в наиболее академических изданиях обе даты и приводятся через слово «или»: 1411 год или 1425-27 годы.
Эта датировка опирается на информацию о годах строительства соборов. Тем не менее, искусствоведы, рассматривая икону с точки зрения стиля, не считают этот вопрос окончательно решённым. И. Э. Грабарь осторожно датировал «Троицу» 1408—1425 годами, Ю. А. Лебедева — 1422—1423, В. И. Антонова — 1420—1427 годами. По мнению профессора В. Н. Лазарева, датировка иконы зависит от того, будем ли мы её рассматривать как произведение времени расцвета творчества Рублёва или его позднего периода. По его мнению, по своему стилю икона не может быть отделена большим интервалом от росписей Успенского собора 1408 года. С другой стороны, она гораздо твёрже по рисунку и совершеннее по исполнению, чем самые лучшие из икон Троицкого собора, возникшие между 1425 и 1427 годами, а эпоха расцвета творчества Рублёва — это 1408—1420 годы, а отнюдь не 1425—1430.

#### Версия Плугина
В 1987 году В. А. Плугиным была выдвинута гипотеза о том, что «Троица» Рублёва появилась в Троице-Сергиевом монастыре только в XVI веке (вторая половина 1550-х — 1560-е годы) как вклад царя Ивана IV Грозного. По его мнению, она не была написана Рублёвым для Троицкого храма по заказу Никона Радонежского, а была привезена в Лавру Иваном Грозным. По его мнению, ошибка предшествующих исследователей в том, что они, вслед за известным историком А. В. Горским, считали, что Иван Грозный только «одел» золотой ризой уже имеющийся образ, хотя во вкладной книге 1638/1639 годов, воспроизводящей записи отписных ризных книг 1575 года, прямо указано: «Государя ж царя и великаго князя Ивана Васильевича всеа Русии вкладу написано в отписных ризных книгах 83 [1575] году <…> образ местной живоначальныя Троицы, обложен златом, венцы златы» и так далее. Поэтому учёный сделал вывод, что Иван Грозный вложил не только оклад, но и всю икону целиком. Плугин считал, что царь пожертвовал монастырю, где его крестили, икону Рублёва (которому она тогда ещё не приписывалась), написанную для какого-то другого места, где она находилась предыдущие 150 лет».
Однако в 1998 году Б. М. Клосс обратил внимание на сведения так называемой «Троицкой повести о Казанском взятии», созданной до июня 1553 года, которые определённо свидетельствуют, что икона не является вкладом Ивана Грозного, а только «украшена» царём. Таким образом, гипотеза В. А. Плугина оказалась несостоятельной.

### Авторство и стиль

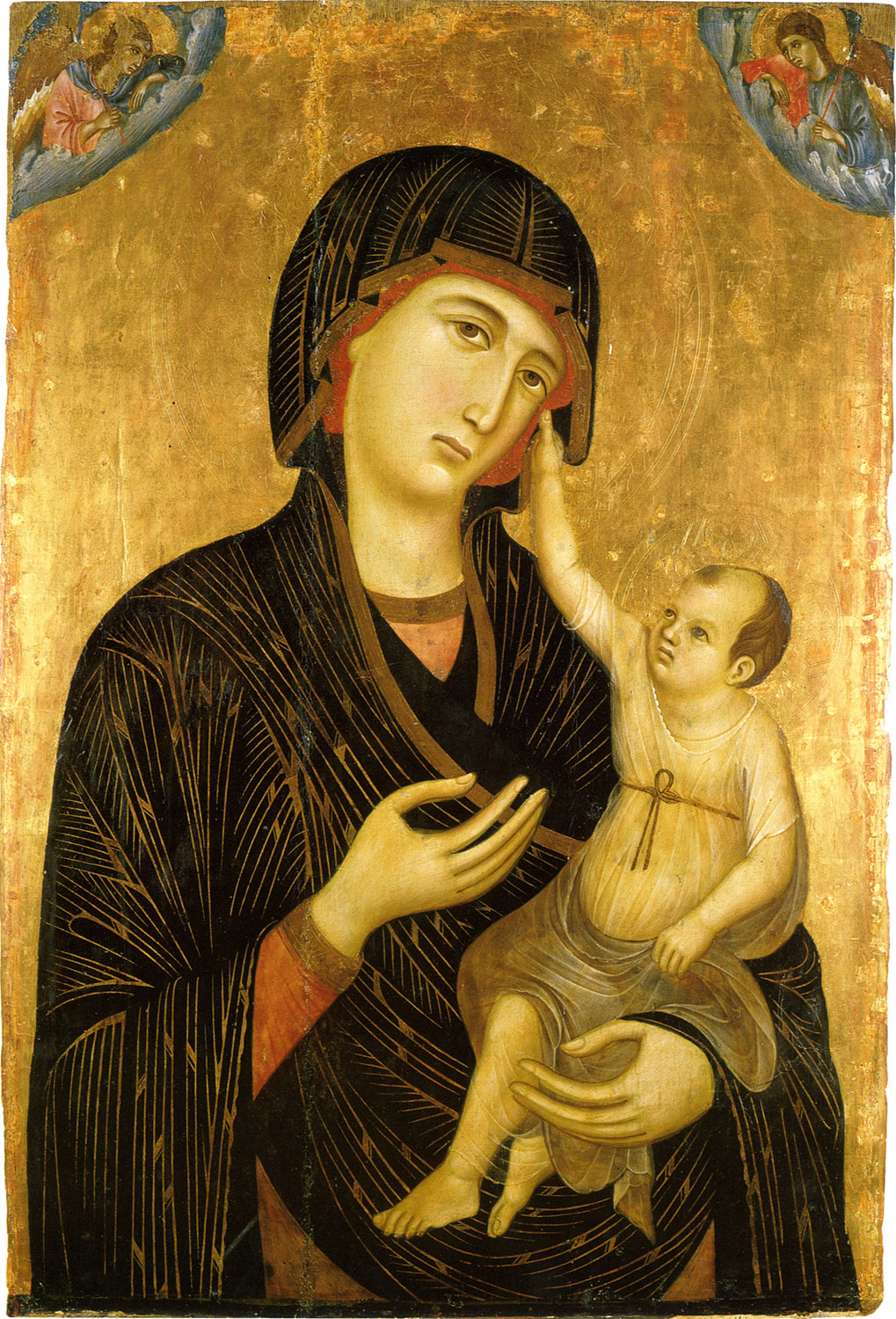
Дуччо. «Мадонна Креволе». 1283-84. Сиена, музей собора.

Впервые, как известно учёным, Рублёв назван автором «Троицы» в середине XVI века в материалах Стоглавого собора — это позволяет с уверенностью утверждать, что в середине XVI века Рублёв считался автором подобной иконы. К 1905 году атрибуция И. М. Снегирёва, согласно которой икона в Троице-Сергиевой Лавре принадлежит кисти Андрея Рублёва, одного из немногих известных по имени русских иконописцев, была уже господствующей. В настоящий момент она является общепринятой.
Тем не менее, после раскрытия авторской живописи иконы от позднейших поновлений исследователи были так поражены её красотой, что возникали версии о том, что она была создана мастером, приехавшим из Италии. Первым, кто ещё до раскрытия иконы выдвинул версию, что «Троица» была написана «итальянским художником», оказался Д. А. Ровинский, чьё мнение «было сразу потушено запиской митрополита Филарета, и снова, на основании предания, образ был отнесён к числу произведений Рублёва, продолжая служить одним из главных памятников при изучении манеры этого иконописца». С образами Джотто и Дуччо сравнивали «Троицу» Д. В. Айналов, Н. П. Сычев и позднее Н. Н. Пунин; с работами Пьеро делла Франческа — В. Н. Лазарев, хотя их сравнения скорее констатируют высочайшее качество живописи «Троицы», а не выстраивают версии того, что икона создавалась под влиянием итальянцев.
В 1970-е годы В. Н. Лазарев подытожил: «В свете новейших исследований можно определённо утверждать, что Рублёв не знал памятников итальянского искусства, а следовательно, и ничего не мог из них позаимствовать. Его главным источником была византийская живопись палеологовской эпохи, и притом столичная, константинопольская живопись. Именно отсюда почерпнул он элегантные типы своих ангелов, мотив склоненных голов, трапезу прямоугольной формы».

### Икона в Лавре
Согласно архивам монастыря, с 1575 года, после приобретения оклада Ивана Грозного, икона занимала главное место (справа от царских врат) в «местном» ряду иконостаса Троицкого собора Троице-Сергиевой лавры. Она была одной из наиболее почитаемых в монастыре икон, привлекавшей богатые вклады сначала Ивана IV, а затем Бориса Годунова и его семьи.
До конца 1904 года «Троица» Рублёва была спрятана от глаз любопытствующих тяжёлой золотой ризой, оставлявшей открытыми только лики и руки ангелов.

## Расчистка и сохранность

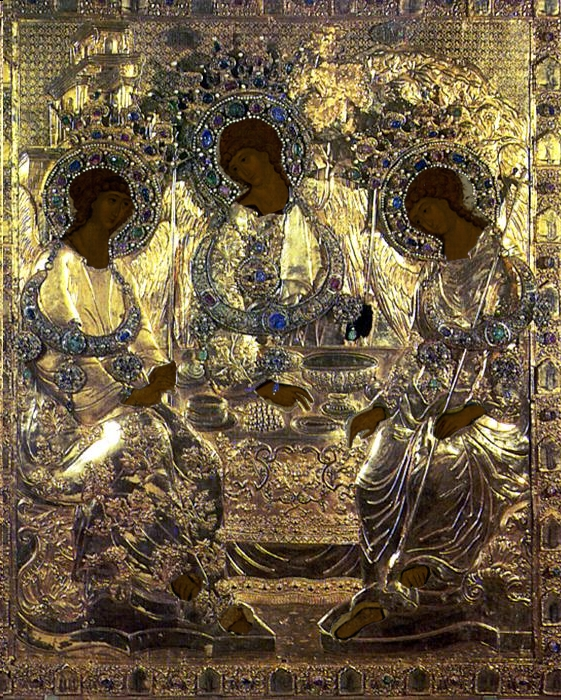
Какой видела публика «Троицу» до 1904 года: оклад плюс потемневшая олифа (фотоколлаж).
Вальтер Беньямин, посетивший Россию в 1926 году, писал о нём: «…и шея и руки, когда оклад накрывает икону, оказываются словно в массивных цепях, так что ангелы несколько напоминают китайских преступников, осужденных за свои злодеяния на пребывание в металлических колодках».

### Предыстория расчистки
На рубеже XIX—XX веков русская иконопись как искусство была «открыта» представителями отечественной культуры, которые обнаружили, что по качеству это художественное направление не уступает лучшим мировым течениям. Иконы начали вынимать из окладов, которые закрывали их практически полностью (за исключением т. н. «лично́го письма» — лиц и рук), а также расчищать. Расчистка была необходима, так как иконы традиционно покрывались олифой. «Средний срок полного потемнения олифы или масляно-смоляного лака составляет от 30 до 90 лет. Поверх потемневшего покровного слоя русские иконописцы писали новое изображение, как правило, совпадавшее по сюжету, но в соответствии с новыми эстетическими требованиями, предъявляемыми временем. В одних случаях поновитель точно соблюдал пропорции, принципы композиционного построения первоисточника, в других — повторял сюжет, внося поправки в первоначальное изображение: менял размеры и пропорции фигур, их позы, другие детали» — т. н. поновление икон.

### Поновления «Троицы»
«Троица», начиная по крайней мере с 1600 года, поновлялась четыре или пять раз:
1. Первое поновление её относится к временам, видимо, Годунова.
2. Следующее, скорее всего, к 1635 году, когда поновлялась вся живопись монументальная и иконостас Троице-Сергиевой Лавры, и учитывая характер поновлений монументальной живописи, мы можем предполагать, что именно в это время икона «Троица» была варварски спемзована и те утраты красочного слоя, которые мы имеем на сегодняшний день, — например, на одеждах ангелов и на фоне, — результат этого поновления.
3. Далее она поновлялась в 1777 году при митрополите Платоне во время такой же переделки Троицкого иконостаса.
4. Далее дважды, по сведениям, предоставленным Гурьяновым, в XIX столетии: в 1835 году и в 1854—1855 — палешанами, а также художником И. М. Малышевым[45].

### Расчистка 1904 года

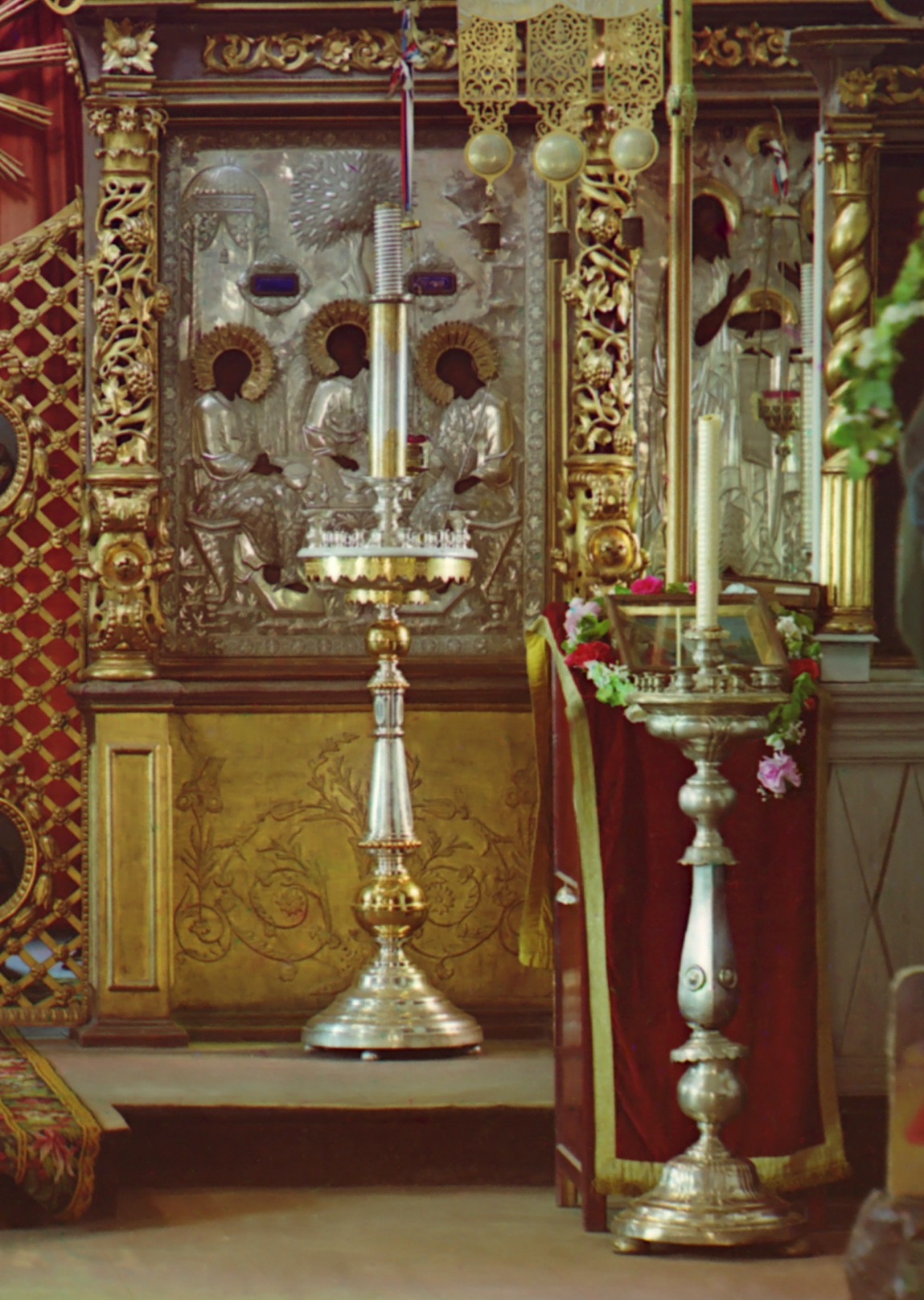
Иконостас в Бородинской церкви. Фотография Сергея Прокудина-Горского, снятая в 1911 году

В начале XX века иконы расчищались одна за другой, и многие из них оказывались шедеврами, радовавшими исследователей. Возник интерес и к «Троице» из Лавры. Хотя, в отличие, например, от Владимирской или Казанской икон, она не пользовалась огромным почитанием верующих, не совершала чудес — не была «чудотворной», не мироточила и не стала источником большого числа списков, тем не менее, она пользовалась определённой репутацией — главным образом, благодаря тому, что полагали, что этот образ был тем самым, на который указывал «Стоглав», поскольку ни о каких других заказанных Рублёву «Троицах» известно не было. Важно упомянуть, что по причине упоминания в «Стоглаве» имя Рублёва как иконописца (как бы его «канонизации» как художника) было весьма почитаемо среди верующих, и поэтому ему приписывались многие иконы. «Изучение „Троицы“ могло дать в руки историков искусства своего рода надёжный эталон, сверяясь с которым можно было получить исчерпывающее представление о стиле и методах работы прославленного мастера. Вместе с тем, эти данные позволили бы проводить экспертизу других икон, которые приписывали Андрею Рублёву на основании легенды или расхожего мнения».
По приглашению отца-наместника Троице-Сергиевой лавры весной 1904 года иконописец и реставратор Василий Гурьянов, вынул икону из иконостаса, снял с неё золотой чеканный оклад, а затем впервые освободил от позднейших записей и почерневшей олифы икону «Троицы». Гурьянов был приглашён по совету И. С. Остроухова, реставратору помогали В. А. Тюлин и А. И. Изразцов.
Как оказалось, последний раз «Троицу» поновляли (то есть «реставрировали» по понятиям старинных иконописцев, записывая заново) в середине XIX века. При снятии с неё оклада Гурьянов разглядел не рублёвскую живопись, а сплошную запись XIX века, под ней был слой XVIII века времён митрополита Платона, а остальное, возможно, какие-то фрагменты других времён. И уже под всем этим лежала рублёвская живопись.
Когда с этой иконы была снята золотая риза, — пишет Гурьянов, — мы увидали икону, совершенно записанную… На ней фон и поля были санкирные, коричневые, а надписи золотые новые. Все одежды ангелов были переписаны заново в лиловатом тоне и пробелены не краской, а золотом; стол, гора и палаты вновь переписаны… Оставались только лики, по которым можно было судить, что эта икона древняя, но и они были затушеваны в тенях коричневой масляной краской.
Когда Гурьянов, сняв три слоя напластований, последний из которых был выполнен в палехской манере, открыл авторский слой (как выяснилось при повторной реставрации в 1919 году, в некоторых местах он до него не дошёл), и сам реставратор, и очевидцы его открытия испытали настоящее потрясение. Вместо тёмных, «дымных» тонов тёмно-оливкового вохрения ликов и сдержанной, суровой коричнево-красной гаммы одежд, столь привычной глазу знатока древнерусской иконописи того времени, открылись яркие солнечные краски, прозрачные, поистине «райские» одежды ангелов, сразу же напомнившие итальянские фрески и иконы XIV, в особенности — первой половины XV века.
| Икона в ризе                                      | Середина XIX века — 1904 год | 1904                                                     | 1905—1919 | Современное состояние |
| ------------------------------------------------- | --- | -------------------------------------------------------- | --- | --- |
|                                                   | |                                                          | | |
| Икона в годуновском окладе. Фотография 1904 года. | Икона в 1904 году с только что снятым окладом. Подлинная живопись скрыта под слоем записи конца XIX века. В правом верхнем углу на фоне — пробное удаление записей, сделанное в 1904 году (голова и плечо правого ангела и фон с горкой). | Фотография «Троицы» после завершения расчистки Гурьянова | Фотография «Троицы» после поновления Гурьянова, под сплошной гурьяновской записью. Гурьяновская работа была даже его современниками оценена крайне низко, и уже в 1915 году исследователь Сычёв говорил, что реставрация Гурьянова памятник на самом деле скрыла. | При реставрации 1919 года, кроме живописи Рублёва, дошедшей с большими утратами, были оставлены многочисленные записи Гурьянова и записи предыдущих веков. Живописная поверхность иконы ныне представляет собой сочетание разновременных слоёв живописи. |

Сняв слои поздней живописи, Гурьянов записал икону заново в соответствии со своими собственными представлениями о том, как должна выглядеть эта икона (реставраторы «Серебряного века» были ещё весьма архаичны). После этого икону вернули в иконостас.
Исследователи пишут о расчистке и реставрации Гурьянова, которую позже пришлось ликвидировать: «Собственно, реставрацией в современном научном понимании этого слова можно назвать (но и здесь не без некоторых оговорок) лишь раскрытие памятника, проведённое в 1918 году; все предыдущие работы над „Троицей“, по сути, являлись лишь её „поновлениями“, не исключая и „реставрации“, имевшей место в 1904—1905 годах под руководством В. П. Гурьянова. (…) Не вызывает никакого сомнения то, что реставраторами иконы была сознательно усилена, по сути, вся её графически-линейная структура — с грубым форсированием ими контуров фигур, одежд, нимбов и даже с явным вмешательством в „святая святых“ — в область „лично́го письма“, где недочищенные до конца и, вероятно, слабо сохранившиеся авторские „описи“ ликов и „рисунок“ их черт (уже достаточно схематично воспроизведённые позднейшими поновлениями XVI—XIX веков) были буквально помяты и поглощены жёсткой графикой В. П. Гурьянова и его помощников».

### Расчистка 1918 года

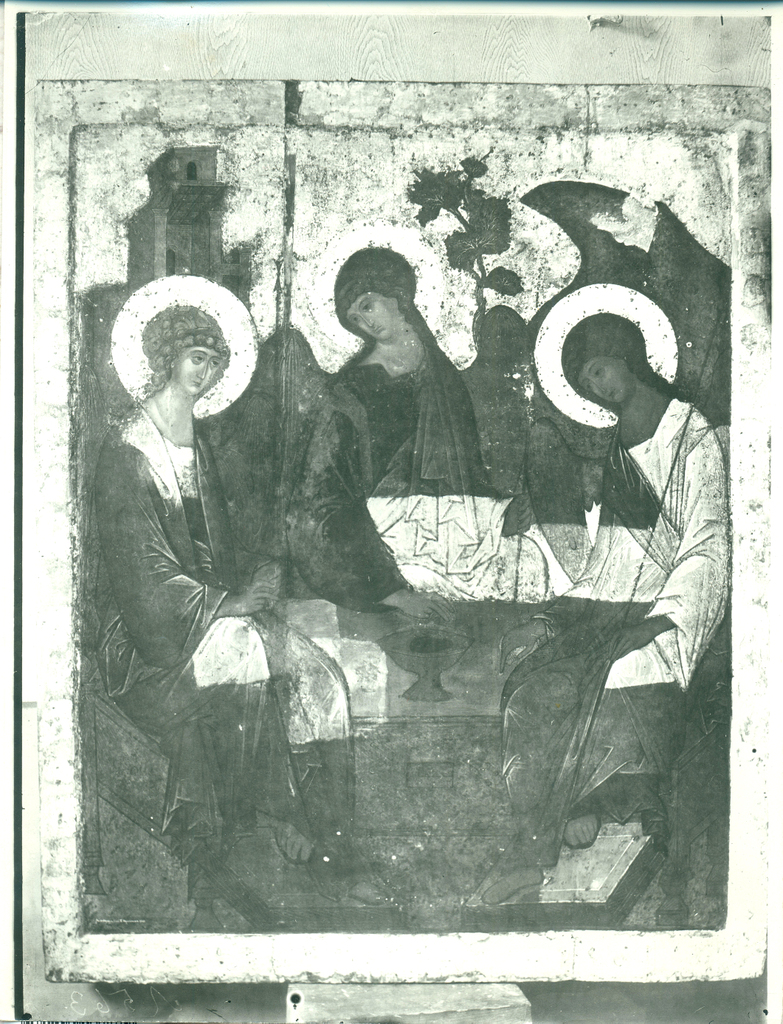
Икона в процессе расчистки 1918—1919 гг. На одеждах ангела справа видна светлая полоса снятой гурьяновской записи

Как только икона попала опять в иконостас Троицкого собора, она достаточно быстро заново потемнела, и пришлось её раскрывать вновь. В 1918 году под руководством Юрия Олсуфьева начинается новая реставрация иконы. Это раскрытие было начато по инициативе и велось по заданию Комиссии по раскрытию древней живописи в России, в состав которой входили такие видные деятели отечественной культуры, как И. Э. Грабарь, А. И. Анисимов, А. В. Грищенко, К. К. Романов, и Комиссии по охране памятников искусства Троице-Сергиевой лавры (Ю. А. Олсуфьев, П. А. Флоренский, П. Н. Каптерев). Реставрационные работы велись с 28 ноября 1918 года по 2 января 1919 года И. И. Сусловым, В. А. Тюлиным и Г. О. Чириковым. Все последовательные этапы раскрытия «Троицы» нашли весьма подробное отражение в реставрационном «Дневнике». На основе имеющихся в нём записей, а также, вероятно, и своих личных наблюдений Ю. А. Олсуфьевым значительно позднее, уже в 1925 году, был составлен сводный «Протокол № 1» (все эти документы сохранились в архиве ГТГ и были опубликованы в статье Малькова в «Музее»).
Среда, 14-го (27) ноября 1918 гг. О. Чириков расчистил лик левого ангела. Часть левой щеки по краю, от брови до конца носа, оказалась утраченной и зачиненной. Чинка остановлена. Утрачена также вся прядь волос, ниспадающая с левой стороны, и зачинена. Часть контура, тонкого и волнистого, сохранилась. Чинка оставлена. Утрачена по краю часть волос вверху кудрявой куафюры и голубая лента среди кудрей над лбом. Волосы вверху головы зачинены частью в 1905 году, частью ранее; чинка оставлена (...) Вечером Г.О. Чириков, И.И. Суслов и В.А. Тюлин расчищали золотой фон иконы и нимбы ангелов. Золото в значительной степени утрачено, так же как и слухи ангелов, от которых осталась лишь графа. От киноварной надписи уцелели лишь части некоторых букв. На фоне, в отдельных местах, обнаружена новая шпаклёвка («Дневник реставрации)».

Проблемы с сохранностью «Троицы» начались сразу же после её раскрытия в 1918—1919 годах. Дважды в год, весной и осенью, во время повышения влажности в Троицком соборе икона переносилась в так называемый Первый иконный запас, или палату. Подобные изменения температурно-влажностного режима не могли не сказаться на её состоянии.
Как пишут реставраторы и искусствоведы Третьяковской галереи, «в том виде, в каком мы сейчас видим „Троицу“, она не была в Троице-Сергиевой Лавре начиная по крайней мере с 1600 года (до первой записи), а скорее всего, и раньше. Тот памятник, который на протяжении веков имелся в богослужебном употреблении в Троице-Сергиевой Лавре, отнюдь не был похож на икону XV века. Максимальное приближение к состоянию XV века стало возможным только после реставрации 1918 года. Тем не менее, при реставрации Олсуфьева были оставлены многочисленные записи Гурьянова и те записи, которые Гурьяновым самим тоже были оставлены, живописная поверхность иконы на сегодняшний день представляет собой сочетание разновременных слоев живописи».

### Сохранность и реставрации

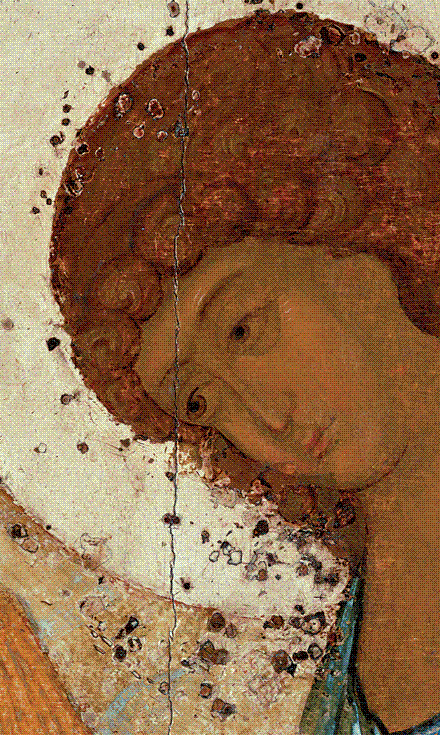
Опадение красочного слоя и следы от гвоздей, которыми крепился оклад

Полное описание всех выщерблин, трещин и недостатков красочного слоя иконы опубликовано в статье Малькова в «Музее» и занимает 3 страницы.
В 2008 году в «Стенограмме расширенного реставрационного совещания в Государственной Третьяковской Галерее по вопросу „Троицы“ Рублева» сообщалось, что «На сегодняшний день состояние сохранности иконы, возраст которой около 580 лет, стабильное, хотя есть хронические отставания грунта с красочным слоем, в основном на полях иконы. Основная проблема этого памятника: вертикальная трещина, проходящая через всю лицевую поверхность, которая случилась в результате разрыва первой и второй досок основы. Эта проблема наиболее остро возникла в 1931 году, весной, когда в результате осмотра состояния сохранности были обнаружены разрывы грунта с красочным слоем на лицевой стороне иконы, разрывы паволоки и достаточно большое расхождение. На лицевой стороне в верхней части иконы по этой трещине расхождение достигало двух миллиметров, на лике правого ангела — около одного миллиметра»".
В 1931 году после обнаружения этого опасного состояния был составлен протокол, в котором подробно было отмечено, что этот разрыв не связан с осыпями грунта и красочного слоя и причиной этого разрыва явились старые проблемы данной иконы. Эта трещина была зафиксирована ещё после расчистки иконы Гурьяновым в 1905 (есть фотография, где эта трещина присутствует), однако в 1931 году проблема обнажилась.
В итоге экспертом Центральных Государственных Реставрационных Мастерских Олсуфьевым был предложен метод по устранению расхождения. Икона была перенесена в специальное помещение, где искусственно поддерживалась достаточно высокая влажность (порядка 70 %). Там иконные доски под постоянным наблюдением и постоянным записыванием динамики этого схождения за полтора месяца практически сошлись. Дальше схождение перестало быть столь динамичным, и в результате исследования было обнаружено, что средняя шпонка упирается своим широким торцом в край первой доски и мешает полному схождению досок основы. В результате в 1931 году реставратором Кириковым был срезан этот выступающий конец средней шпонки, мешающий схождению досок.
В 1932 году отстающий левкас с красочным слоем с лицевой стороны был укреплен с помощью глютени (воско-смоляная мастика), трещина с оборота была заполнена мастичным составом для защиты боковых сторон разошедшихся досок от атмосферных воздействий, однако данный состав не является таким, который позволил бы эти доски скрепить.
В 2008 году реставраторы подытоживали, что все эти проблемы продолжают влиять на состояние иконы. Исследователи «не знают, как разновременные слои живописи поведут себя при малейшем изменении каких-то условий, насколько разрушительными могут оказаться любые изменения температурно-влажностного режима». Трещина, вдоль которой происходят подвижки, фиксируется клеящим составом, который «гуляет», и малейшее изменение климатическое может привести к тому, что это движение начнётся гораздо более серьёзно.
В 2022 году, после пребывания в Лавре в иконе были выявлены новые проблемы (см. ниже ).
Летом 2023 года сотрудники музея сообщили, что «реставрация картине не требуется, а её частичная консервация прошла, но не до конца, и вот именно этим и надо сейчас заняться в ГТГ».

## История иконы в XX—XXI веках

### Икона в музее

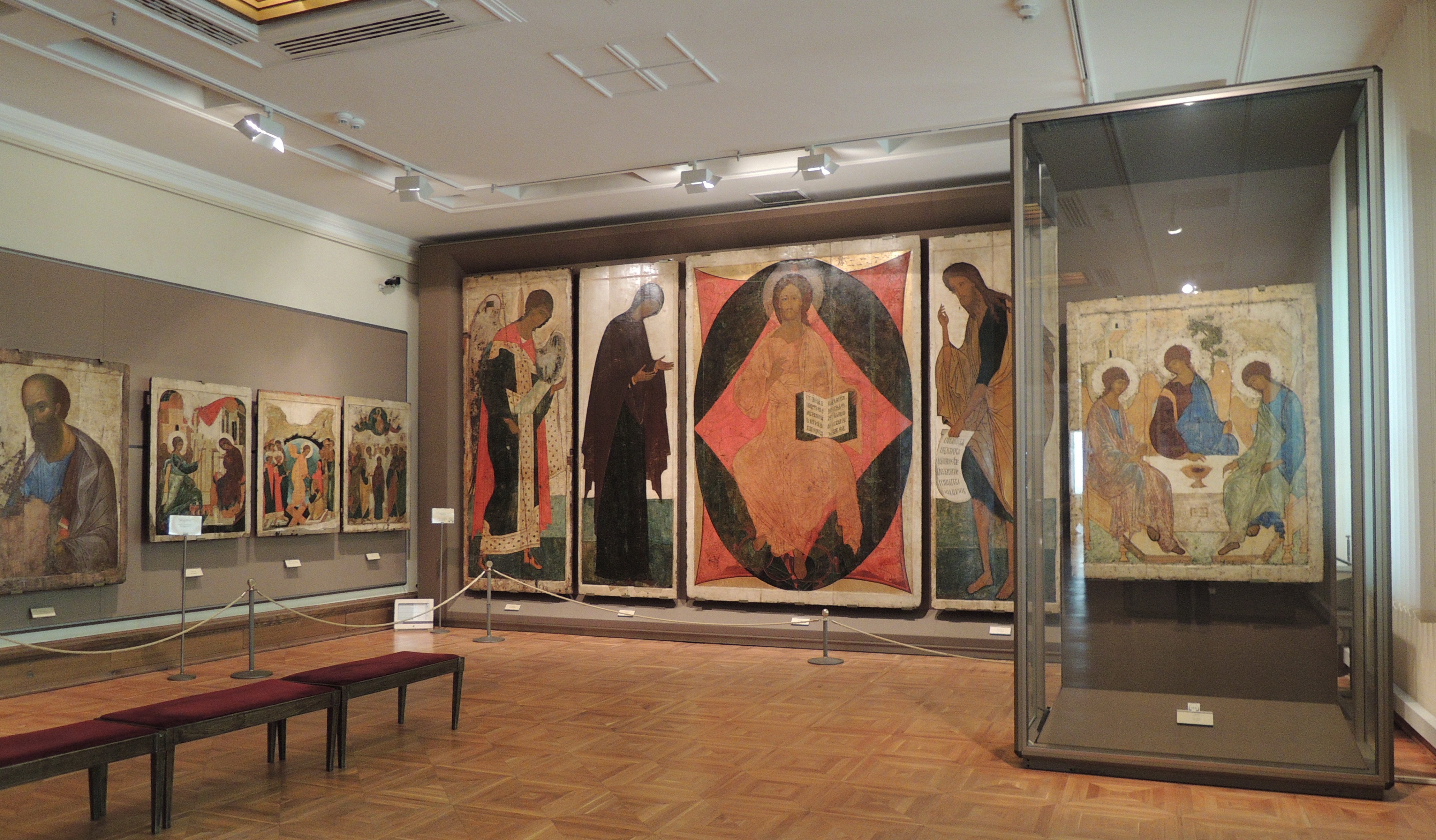
Зал Андрея Рублёва в Третьяковской галерее (2014 год)

До революции 1917 года «Троица» находилась в Троицком соборе Троице-Сергиевой лавры, но потом распоряжением Советского правительства она была передана для реставрации в только что учреждённые Центральные государственные реставрационные мастерские.
Декрет Совета народных комиссаров от 20 апреля 1920 года «Об обращении в музей историко-художественных ценностей Троице-Сергиевой лавры» передавал её ансамбль и коллекции в ведение Народного комиссариата просвещения «в целях демократизации художественно-исторических зданий, путём превращения этих зданий и коллекций в музей».
В 1929 году икона Андрея Рублёва «Троица» из Загорского историко-художественного музея-заповедника (Сергиево-Посадский музей) поступила в собрание Государственной Третьяковской галереи (ГТГ). Взамен 500-летнего оригинала в иконостас был помещён список, сделанный Николаем Барановым. Окончательно она была раскрыта в Третьяковской галерее Барановым.
В течение XX века икона, как совершенное произведение искусства, человеческого духа и русской культуры, приобрела культовое значение среди советской интеллигенции, она стала «не просто иконой, но культурной святыней» (по формулировке Милены Орловой). Левон Нерсесян указывал, что истоки этого «культа» можно искать ещё у славянофилов XIX века.

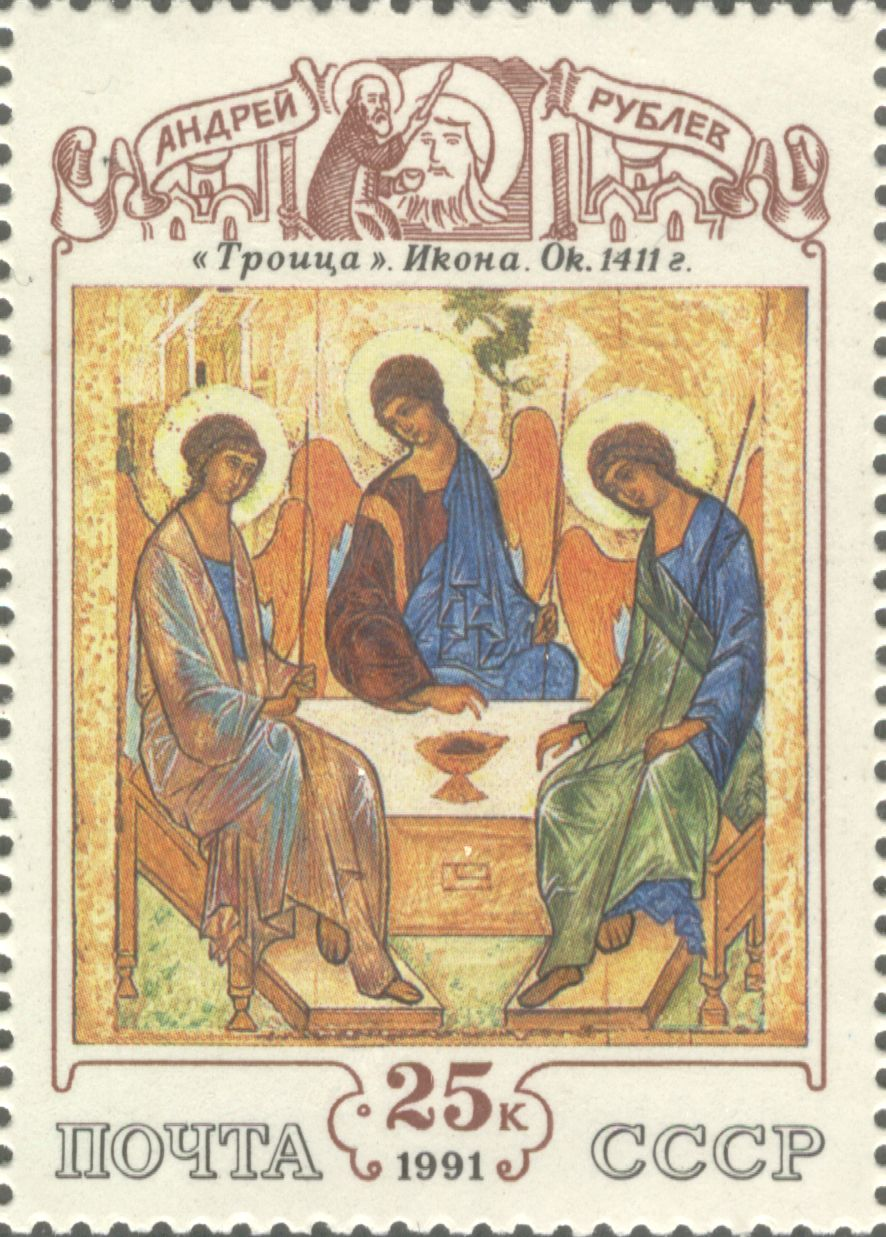
Почтовая марка СССР, 1991. Серия Культура русского средневековья XI—XVI века: «„Троица“. Икона. Ок. 1411 г.», оформление Герман Комлев

Традиционно «Троица» хранилась в зале древнерусской живописи Третьяковской галереи в специальном стеклянном шкафу, в котором поддерживается постоянная влажность и температура и который защищает икону от внешних воздействий.
Икона покидала стены ГТГ только в 1941 году во время эвакуации во время Второй мировой войны, в Новосибирск, где экспонаты галереи были размещены в здании Оперного театра. 9 октября 1944 года издан приказ о реэвакуации. 17 мая 1945 года «Троица» вновь выставлена в открывшихся после ремонта залах Третьяковской галереи. В мае 2007 года «Троицу» вывозили в здание ГТГ на Крымском Валу на выставку «Европа — Россия — Европа». После этого, несмотря на то, что перемещение происходило в пределах Садового кольца, проблемный кусок доски сместился, и его пришлось укреплять.
C 1997 года ежегодно на День Святой Троицы икону («очень бережно, на руках» — по словам хранительницы) переносят в храм-музей при ГТГ, где ей обеспечен надлежащий музейный температурно-влажностный режим, где икона находится в специальной витрине. Намерение возвратить «Троицу» Рублёва Русской православной церкви впервые возникло у Бориса Ельцина. Академик Валентин Янин при содействии тогдашнего министра культуры Юрия Мелентьева добился приёма у Ельцина и убедил его отказаться от возврата иконы.

### Попытка вывоза в Лавру (2008)
10 ноября 2008 года было проведено заседание расширенного реставрационного совета, на котором обсуждалось состояние сохранности иконы и на котором был поставлен вопрос о возможности укрепления основы иконы. На этом Совете было принято решение, что ни в коем случае не следует вмешиваться в устоявшееся, стабильное состояние памятника. На обороте было решено поставить маячки для наблюдения за состоянием основы. 17 ноября состоялось ещё одно расширенное реставрационное совещание в Государственной Третьяковской галерее, после которого 19 ноября старший научный сотрудник галереи Левон Нерсесян сообщил в своём блоге о просьбе патриарха Алексия II предоставить «Троицу» Троице-Сергиевской лавре на три дня для участия в церковном празднике летом 2009 года. Перемещение иконы в Лавру, её пребывание в течение трёх дней в микроклимате собора, среди свечей, ладана и верующих, а потом транспортировка обратно в галерею, по мнению музейных специалистов, могло уничтожить её. Информация, опубликованная Нерсесяном, имела большой общественный резонанс и вызвала множество публикаций в СМИ. О допустимости предоставления иконы высказались директор галереи Валентин Родионов и её главный хранитель Екатерина Селезнёва, в то время как другие сотрудники Третьяковской галереи, а также искусствоведы и учёные других учреждений выступили резко против и обвинили директора и хранителя в намерении совершить, по словам Э. С. Смирновой, «должностное преступление», которое приведёт к утрате национального достояния.

«Троица» является выдающимся памятником культуры, общенациональным достоянием, с которым должны знакомиться люди всех воззрений, вне зависимости от их конфессиональной принадлежности. Выдающиеся памятники культуры принято хранить не в храмах, где их видит узкий круг прихожан, а в общедоступных музеях.
— В. Л. Янин
На праздник Троицы 2009 года после активного обсуждения в прессе и письма Президенту, подписанного многими деятелями культуры и простыми гражданами, а также, скорее всего, под влиянием других факторов (так, 5 декабря 2008 года умер патриарх Алексий II), икона оставалась в ГТГ и, как обычно, была перемещена в церковь при музее, откуда позже благополучно была доставлена обратно на своё место в экспозиции.

### Вывоз в Лавру (2022)

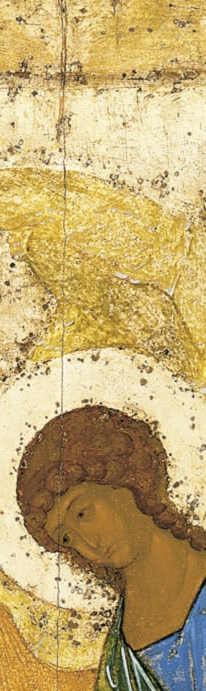
Трещина проходит через лик правого Ангела

16 июля 2022 «Троицу» Андрея Рублёва вывезли из Третьяковской галереи в Троице‑Сергиеву лавру. Икону предоставили для богослужений, несмотря на протесты реставраторов. Икону поместили в Троицком соборе Троице-Сергиевой лавры на время торжественных мероприятий в честь 600-летия обретения мощей святого Сергия Радонежского, запланированных на 17 и 18 июля.
Запрос о выдаче иконы от РПЦ поступил в музей заранее. 24 мая в Третьяковской галерее прошёл расширенный реставрационный совет, который постановил, что вывозить икону опасно из-за её хрупкого состояния и невозможности обеспечить в соборе необходимые климатические условия. Однако 12 июля Министерство культуры РФ прислало в музей разрешение на выдачу иконы «в исключительном порядке». Документ «О временной выдаче музейного предмета» подписал Сергей Обрывалин, координирующий работу департамента государственной охраны культурного наследия. По некоторым предположениям, «звонок сверху» поступил из Администрации президента. 14 июля заместитель директора Третьяковки Ринат Шагапов подписал приказ о перевозке иконы в Сергиев Посад. 13 июля около 20 сотрудников Третьяковской галереи направили руководителям музея докладную записку, где написали, что ситуация «фактически является должностным преступлением». По некоторым данным, условия содержания иконы в соборе не соответствовали музейным в части влажности и температуры, в связи с чем после возвращения в галерею она полгода проведёт под наблюдением специалистов и только потом будет возвращена в постоянную экспозицию.
В конце сентября 2022 года прессе стал известен протокол заседания реставрационного совета Третьяковской галереи, состоявшегося 8 сентября, из которого следует, что после отправки в Троице-Сергиеву лавру на иконе нашли 61 существенное изменение. Подобные изменения «нуждаются в срочной консервации». Согласно вердикту экспертов, последствия неправильного хранения иконы «серьёзны и могут угрожать существованию древнего и хрупкого памятника». «Троицу» было решено оставить в депозитарии. Когда икона вернётся в постоянную экспозицию Третьяковской галереи, пока неизвестно. Позже пресс-служба музея опубликовала заявление, гласящее: «По итогам заседания будет оформлен протокол, описывающий состояние иконы и определяющий меры, необходимые для стабилизации её состояния. До этого момента Государственная Третьяковская галерея просит воздержаться от каких-либо преждевременных оценок и выводов, тем более на основании неофициально опубликованного в интернет-пространстве файла». О состоянии иконы после перевозки в галерее не сообщали, директор Зельфира Трегулова уточнила лишь, что протокол с описанием состояния иконы, подготовленный по итогам заседания расширенного реставрационного совета, передан в Министерство культуры РФ.
В начале декабря 2022 года икона была возвращена в постоянную экспозицию Третьяковской галереи.
После увольнения Трегуловой с поста директора Третьяковки и назначения на эту должность Елены Проничевой, о состоянии иконы в интервью 29 апреля 2023 года рассказала завотделом Древнерусского искусства ГТГ Елена Саенкова: «„Троица“ как-то пережила поездку. Мы, десять сотрудников музея, три дня дежурили в Троице-Сергиевой лавре круглые сутки. Это было чудовищно! Мы стояли с приборами и отслеживали изменения температуры и влажности. Однажды ночью прибежали 40 мокрых человек, у них был какой-то марафон — они попали под дождь. А там маленькое пространство, от их влажной одежды мгновенно поменялась влажность. Мы перекрывали храм… Сейчас „Троица“ на исследовании и реставрации. В ближайшее время планируется провести реставрационный совет, где соберутся специалисты не только из Третьяковской галереи. Там и будем решать, что делать дальше».
Согласно опубликованным позднее данным мониторинга иконы реставраторами, плановое исследование памятника в рамках программы контроля и анализа состояния сохранности после пребывания иконы на богослужении в Троицком соборе Троице-Сергиевой Лавры с 16 по 19 июля 2022 года выявило ряд новых серьёзных проблем, являющихся следствием расконсервации древнего памятника, а именно:
- помимо имеющихся 61 участка отставаний левкаса и красочного слоя
- выявлено ещё 10 новообразовавшихся отставаний левкаса с красочным слоем;
- 5 из них требуют неотложного реставрационного укрепления;
- трещина по правому стыку досок основы на изображении лика и фигуры правого Ангела увеличилась;
- и другие проблемы[60][61][62].

### Передача РПЦ (2023)
5 мая Министерство культуры России прислало в Третьяковскую галерею запрос на выдачу иконы в Троице-Сергиеву лавру на праздник Троицы 4 июня. 15 мая на сайте Московского патриархата было заявлено, что президент России Владимир Путин принял решение о передаче иконы Русской православной церкви. Сообщалось, что образ будет выставлен в кафедральном соборном Храме Христа Спасителя в течение года, а затем займёт место в Троицком соборе Свято-Троицкой Сергиевой лавры. В тот же день был собран расширенный реставрационный совет галереи, который по итогу заседания опубликовал заявление, где указал на плохое состояние иконы, сильно ухудшившееся в результате её расконсервации в 2022 году и сделал вывод о невозможности её вывоза за пределы музея на праздник Троицы 4 июня.
16 мая Министерство культуры заявило, что «икона, являющаяся частью государственного музейного фонда Российской Федерации, будет передана Русской православной церкви на долгосрочное ответственное хранение». После годичного пребывания в храме Христа Спасителя иконе была запланирована реставрация, по окончании которой её было задумано переместить в Троице-Сергиеву лавру на постоянной основе. Эти новости вызвали протест в реставрационном и искусствоведческом сообществе, в обществе развернулись споры сторонников и противников передачи. Историки искусства, музейные специалисты и реставраторы предупреждали, что хрупкая средневековая икона может пострадать без специальных условий хранения, передача иконы на хранение в РПЦ приведёт к полной гибели ветхого произведения. «В результате этих непродуманных действий икона погибнет. Это единственный результат. Просто погибнет. И вам будут показывать муляж», — заявил заведующий сектором древнерусского искусства Государственного института искусствоведения Лев Лившиц, входящий в расширенный реставрационный совет при Третьяковской галерее.
26 мая по заявлениям Дмитрия Пескова и Министерства культуры, икона должна была быть выставлена в храме Христа Спасителя на две недели вместо изначально запланированного года, после чего её планировали направить на реставрацию и консервацию. В тот же день указом патриарха протоиерей Леонид Калинин был освобождён от всех должностей, в том числе председателя Экспертного совета по церковному искусству, архитектуре и реставрации, а также запрещён в служении. В указе патриарха уточнялось, что освобождение от должности было связано с воспрепятствованием принесению в кафедральный соборный Храм Христа Спасителя г. Москвы иконы «Святая Троица» преподобного Андрея Рублева для молитвенного поклонения в праздник Святой Пятидесятницы.

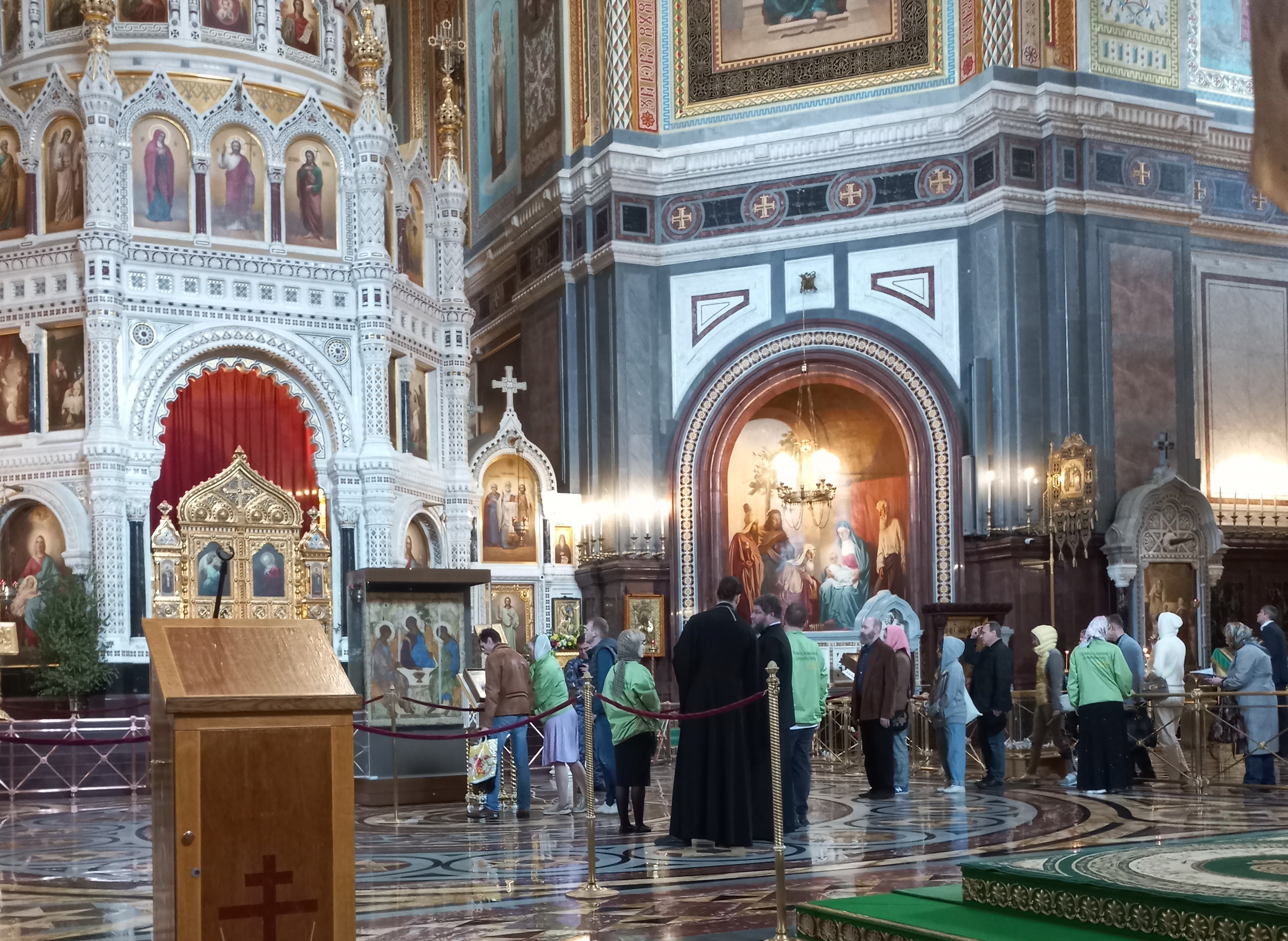
Икона в Храме Христа Спасителя 5 июня 2023 года

Вечером 3 июня икона была перевезена в храм Христа Спасителя, несмотря на запрет реставраторов на её перемещение, где её разместили в витрине без климатической капсулы, при передаче иконы патриарх Кирилл сообщил, что икона пробудет в храме год. Однако, в тот же вечер пресс-служба Третьяковской галереи опубликовала информацию о том, что согласно договору икона должна вернуться в музей не позднее 19 июня 2023 года. Согласно заявлению пресс-службы Министерства культуры после этого икона должна была быть отправлена на плановую реставрацию. После этого патриарх сменил формулировку и заявил об «определённом времени» нахождения иконы в храме. 9 июня министр культуры РФ Ольга Любимова сказала, что икону после пребывания в храме отправят на годичную реставрацию, причем не в Третьяковскую галерею, а в Центр им. И. Грабаря. 18 июня было сообщено, что икона пробудет в храме до 19 июля.
Политические эксперты, тем временем, рассматривали жест президента России по передаче иконы РПЦ как политический, вызванный сложной ситуацией в войне РФ с Украиной, в качестве благодарности за поддержку РПЦ вторжения на Украину. Так, по мнению доктора богословия и исследователя РПЦ Регины Эльснер, Путин был заинтересован в том, чтобы Церковь была на его стороне, чтобы показать, что он уважает Церковь, и что война — не только его персональная, но имеет под собой высокую метафизическую миссию России, которую он старается исполнить.
12 июля 2023 года патриарх Кирилл и министр культуры России Ольга Любимова подписали договор между Третьяковской галереей и Троице-Сергиевой лаврой о передаче в безвозмездное пользование Троице-Сергиевой лавре иконы Святой Троицы. Однако после передачи РПЦ в безвозмездное пользование икона должна остаться в музейном фонде РФ.
7 января 2024 года стало известно, что икона будет находиться в храме Христа Спасителя до праздника Троицы (23 июня), после чего её перевезут в Троице-Сергиеву лавру.
22 июня 2024 года икона была перевезена в Сергиев Посад. 23 июня икону Троица установили в специальный киот, вмонтированный в иконостас Троицкого собора Троице-Сергиевой лавры, на месте, где она исторически располагалась.

## Художественные отражения
- В 1929 году Сергей Соловьёв написал стихотворение «Троица Рублёва».
- В 1988 году на киностудии «Леннаучфильм» был снят научно-популярный фильм «Воззрение на Святую Троицу» (режиссёр — Л. Никитина, оператор Виктор Петров).
- Житийная икона Андрея Рублёва, созданная В. О. Кириковым в советское время до канонизации иконописца, изображает Андрея Рублёва в процессе её написания[49].
- Троицкая часовня Спасо-Андроникова монастыря, возведенная в 2011 году, содержит копию иконы, выполненную в технике флорентийской мозаики.